# Ласаро Карденас
Ла́саро Кáрденас (ісп. Lázaro Cárdenas del Río локальна ісп. вимова: [ˈlasaɾo ˈkaɾðenas] ( прослухати); 21 травня 1895, Хікільпан, Мексика — 19 жовтня 1970, Мехіко) — президент Мексики (1934-1940). Представник мексиканської Революційної партії.

## Діяльність
У 1913 вступив у революційну армію, незабаром отримав чин капітана, а в 1920 — генерала. У 1920-х роках командував гарнізоном у Тампіко, його було обрано губернатором штату Мічоакан, а в 1929 році став одним із засновників і головою Національно-революційної партії (НРП), що перетворилася в найбільшу партію країни. 1931 року Карденас обіймав посаду міністра внутрішніх справ, у 1933 — військово-морського міністра.
Під час передвиборчої кампанії 1934 року об'їздив майже всю країну, твердячи про прихильність ідеалам Мексиканської демократичної революції 1910—1917 рр. Перемога на виборах Карденаса знаменувала собою початок проведення модернізаційних перетворень. Вступивши на посаду президента 1 грудня 1934 р., розпочав реалізацію аграрних положень Конституції від 1 травня 1917 р., суть яких полягала у роздачі земель серед селян, де націоналізував великі маєтки і передав селянам 16,2 млн га земель — у два рази більше, ніж вони отримали з 1920. При ньому було організовано безліч селянських кооперативних господарств, так звані ехідо, а для їх подальшого розвитку в 1935 році був створений Національний банк ехідального кредиту, умови надання новим землевласникам позички для закупівлі сільськогосподарського інвентарю та насіння. Одночасно Карденас розгорнув будівництво гребель для зрошення ехідальних господарств. Президент поклав край пануванню латифундистів.
За сприяння Карденаса в 1936 році був створений найбільший профспілковий центр — Конфедерація трудящих Мексики. Дотримуючись положення Конституції Мексики 1917 року про те, що всі країни надра належать державі, у 1938 р. Карденас провів рекордну націоналізацію власності іноземних нафтових компаній, передавши їх підприємства державної компанії «Пемекс». Це призвело до загострення відносин з США і Великою Британією (з останньої були навіть розірвані дипломатичні відносини). Конфлікт був вирішений у 1940-х роках, після виплати Мексикою компенсації.
Була проведена націоналізація залізничного транспорту, імпортозамінна індустріалізація, запроваджено високі протекціоністські тарифи для зміцнення власної промисловості, здійснено чистки в рядах армії та правлячої партії. Карденас робив рішучі кроки щодо ліквідації масової неписьменності, особливо серед індіанців.
1937 року Карденас передав залізниці у володіння залізничним службовцям. Однак різке збільшення числа катастроф, зниження продуктивності праці і рівня обслуговування пасажирів змусили уряд у 1940 році повернути залізниці під контроль держави. Загалом реформи Карденаса відіграли значну роль в утвердженні демократичного устрою в Мексиці.
При Карденасі Мексика надавала значну допомогу іспанським республіканцям у громадянській війні в Іспанії 1936—1939 рр., а в 1939 році в Мексиці знайшли прихисток потерпілі республіканці, що зазнали поразки. 1937 року за особистим запрошенням Карденаса до Мексики прибув Лев Троцький. Карденас врегулював відносини з США, засудив акти агресії Німеччини та Японії. Лауреат Міжнародної Сталінської премії «За зміцнення миру між народами» 1955 року.

## Після президентства
Передавши президентські повноваження Мануелю Авиле Камачо, Карденас допомагав йому управляти країною в роки Другої світової війни. 1943 року Карденас — міністр національної оборони, а в 1945 — головнокомандувач мексиканської армії. У повоєнні роки Карденас очолював ліве крило НРП, перейменованої в 1946 році в Інституційно-революційної партії (ІРП). У 1950-1960-ті роки продовжував займатися громадською діяльністю. 1961 року був у комісії, яка здійснювала нагляд за спорудженням найбільшої мережі гідроелектростанцій на річці Бальсас.
Помер Карденас у Мехіко 19 жовтня 1970.